# 버진아일랜드 국립공원

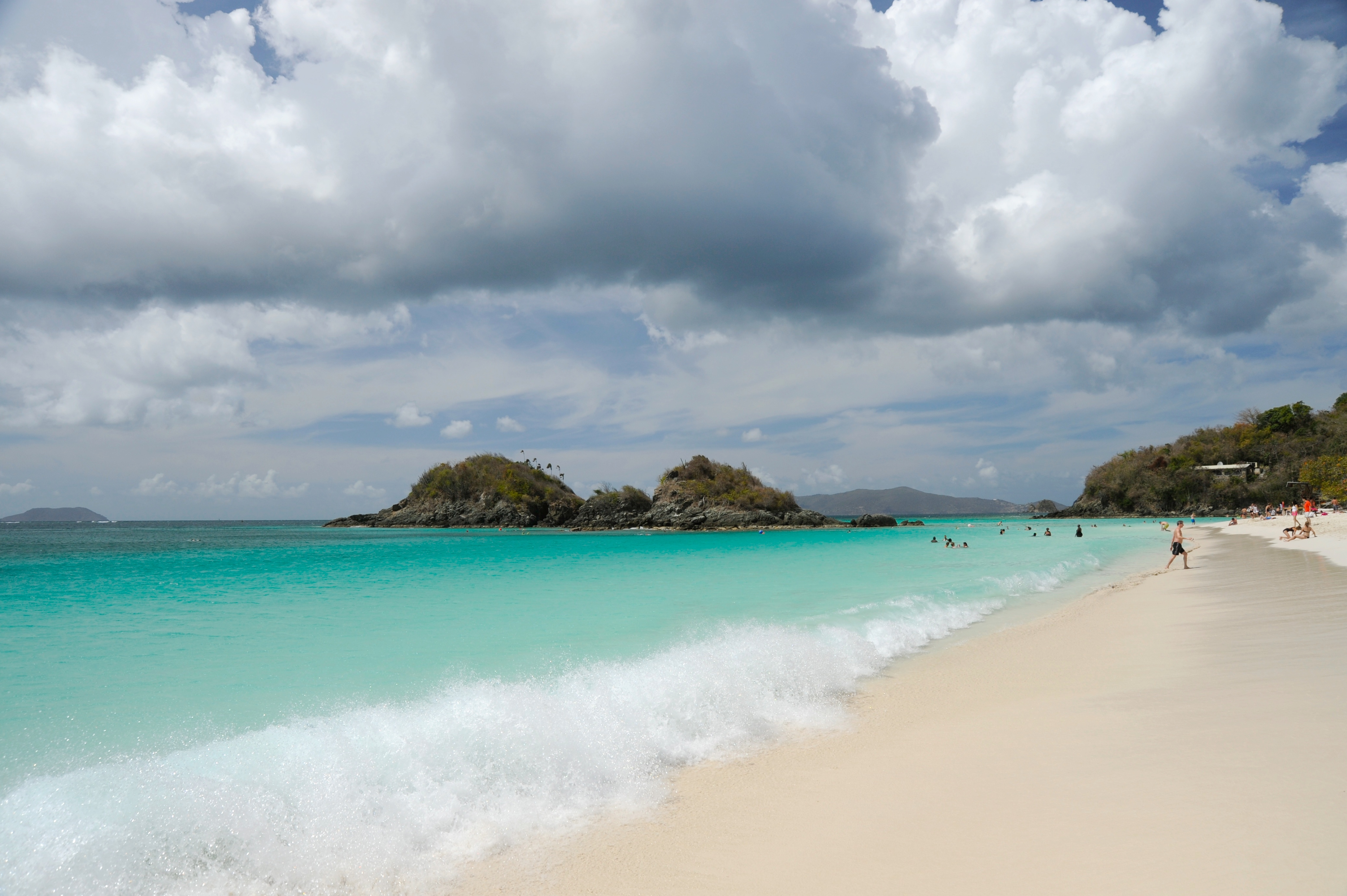

버진아일랜드 국립공원(Virgin Islands National Park)은 미국령 버진 아일랜드 세인트 존 육지 면적의 약 60%와 5,500에이커(2,226ha, 9제곱마일) 이상의 인접 해양을 보존하고 있는 미국의 국립공원이다. 샬럿아말리에 세인트토머스섬 항구 바로 하셀섬(Hassel Island) 옆에 있다.
이 공원은 스쿠버 다이빙과 스노클링으로 잘 알려져 있으며 열대 우림을 통과하는 수 마일의 하이킹 코스가 있다.
크루즈베이는 공원의 관문 항구이자 방문객 센터 위치이다. 페리는 세인트 토마스 레드훅(Red Hook)에서 매시간 운행되며, 샬롯 아말리에(Charlotte Amalie), 세인트 토마스 및 토르톨라 웨스트엔드(West End)에서 매일 3회, 요스트 반 다이크(Jost Van Dyke)에서 매일 2회, 버진 고르다(Virgin Gorda)에서 매주 2회 운항된다.
2017년 9월 카테고리 5 허리케인 두 개, 어마(Irma)와 마리아(Maria)가 버진 아일랜드에 영향을 미쳤다. 공원은 2017년 304,408명에 이어 2018년 112,287명의 방문객을 맞이했으며, 2007년부터 2016년까지 지난 10년 동안 연평균 450,000명 이상의 방문객을 기록했다. 공원은 2017년 12월 모든 도로, 산책로, 방문객이 접근할 수 있다고 선언된 해변과 함께 재개장했다.